# Kibaoni (Kilombero)
Kibaoni è una circoscrizione mista (mixed ward) della Tanzania situata nel distretto di Kilombero, regione di Morogoro. Conta una popolazione di 28 869 abitanti (censimento 2012).